# Vicky Kaushal
Vicky Kaushal (născut la 16 mai 1988) este un actor indian care lucrează în industria filmelor indiene. Născut de catre directorul de acțiune Sham Kaushal, a urmat o diplomă de inginer la Institutul Tehnologic Rajiv Gandhi. Visând să lucreze într-o carieră în filme, Kaushal l-a asistat pe Anurag Kashyap în drama The Gangs of Wasseypur (2012) și a jucat roluri minore în două producții ale lui Kashyap. Primul său rol principal a fost în drama independentă Masaan (2015), care i-a câștigat Premiile IIFA și Screen for Best Debute Bărbați, după care a jucat rolul unui polițist nemilos în thrillerul psihologic Kashyap Raman Raghav 2.0 (2016). 
Kaushal a crescut la proeminență în 2018, cu roluri de sprijin în Raazi și Sanju , două dintre cele mai mari filme indiene ale anului. Pentru acesta din urmă, a primit o nominalizare la Premiul Filmfare pentru cel mai bun actor în rol secundar. Proiectele sale din 2018 includ, de asemenea, rolurile principale în filmele Netflix Dragoste pe Picior Pătrați și Povești de Lust. În anul următor, a jucat rolul de conducător al unui ofițer militar în filmul de acțiune Uri: Chirurgical Strike . 

## Biografie

### Viața și munca timpurie (1988-2016)
Kaushal s-a născut pe 16 mai 1988 într-un sat în suburbanul Mumbai de către Sham Kaushal, un cascador și director de acțiune ulterioară în filmele indiene.     Fratele său mai mic, Sunny, este, de asemenea, un actor.  Kaushal s-a descris ca fiind un "copil obișnuit care era interesat să studieze, să joace cricket și să vizioneze filme".   Tatăl său era foarte interesat de faptul că fiul său avea o carieră stabilă, iar Kaushal a urmat o diplomă de inginerie în domeniul electronicii și telecomunicațiilor de la Institutul Tehnologic din Rajiv Gandhi din Mumbai.   În timpul unei vizite industriale la o companie de IT, și-a dat seama că o slujbă de birou ar fi nepotrivită pentru el și a început să aspire la o carieră în film.  A preluat pentru scurt timp un post de inginer și a început să-l însoțească pe tatăl său pe seturi de film.    A studiat la Academia lui Kishore Namit Kapoor și a lucrat ca regizor asistent la Anurag Kashyap în drama " Gangs of Wasseypur" (2012), în două părți.    Kaushal a descris amintiri plăcute despre lucrul cu Kashyap, pe care îl consideră mentorul său.   De asemenea, a început să lucreze pe scenă și a avut primul său job de actor în producția lui Manav Kaul, " Laal Pencil" .   În film, Kaushal a jucat roluri minore în producțiile lui Kashyap, Luv Shuv Tey Chicken Khurana (2012) și Bombay Velvet (2015), și filmul experimental Geek Out (2013).  